# BK Blåbären
BK Blåbären (orig. Riverside Rovers) är en serie av disneyserier, producerade av Egmont Creative i Köpenhamn, och tillika namnet på det fotbollslag som står i handlingens centrum. Serien skapades 1999 av författaren Paul Halas, som svarat för samtliga manus, i samarbete med Joachim Stahl, och tecknaren Francisco Rodriguez Peinado. I Sverige har serierna publicerats i Kalle Anka & C:o.
BK Blåbären är ett av Ankeborgs knattelag i fotboll, och i laget spelar bland annat Musse Piggs brorsöner Teddi och Freddi och Långbens brorson Gilbert.
Det första avsnittet, Bollklubben Blåbären (Riverside Rovers), publicerades på svenska i Kalle Anka & C:o 23-24/2000, och serien har sedan dess återkommit med ett par avsnitt per år. De spelar mot påhittade lag som "Gröteborg BK" eller "Halmö IK." Deras sponsor är en snickare.
Tränaren är en stor godhjärtad och rättvis bulldogg. Även om det inte går bra för hans lag, peppar han dem och de känner sig uppskattade.
I en serie blir målvakten Sulan (Sylvester) vittne till ett rån och blir tagen som gisslan, men lyckas tack och lov fly. Han låter bli att berätta och beter sig konstigt, men när Teddi, Freddi och Gilbert hittar honom i närheten av fotbollsplanen, berättar han sanningen och han har sett rånarna stryka omkring på planen. Plötsligt är rånarna framme och säger att de har fyra ungar som gisslan, när någon ropar: "Plus en arg tränare!" Tränaren har nämligen insett faran och är ilsken. Ledaren i rånargänget beordrar sina mannar att hoppa på tränaren. De misslyckas och tränaren säger att ingen ger sig på hans pojkar ostraffat, så det bevisar att han är stark och är mån om sina spelare.